# Camberwell and Peckham (circonscription britannique)
Circonscription parlementaire de la Chambre des communes
La circonscription de Camberwell et Peckham  est une circonscription électorale anglaise située dans le Grand Londres, et représentée à la Chambre des communes du Parlement britannique depuis 1997 par Harriet Harman du Parti travailliste.

## Géographie
La circonscription comprend :
- Une partie est du borough londonien de Southwak
  - Les communautés de Peckham, Newington et Camberwell

## Députés
Les Members of Parliament (MPs) de la circonscription sont :
| Législature                             | Années       | Député | Député         | Parti        |
| --------------------------------------- | ------------ | ------ | -------------- | ------------ |
| Camberwell and Peckham issue de Peckham |              |        |                |              |
| 52e                                     | 1997–2001    |        | Harriet Harman | Travailliste |
| 53e                                     | 2001–2005    |        | Harriet Harman | Travailliste |
| 54e                                     | 2005–2010    |        | Harriet Harman | Travailliste |
| 55e                                     | 2010–2015    |        | Harriet Harman | Travailliste |
| 56e                                     | 2015–2017    |        | Harriet Harman | Travailliste |
| 57e                                     | 2017–2019    |        | Harriet Harman | Travailliste |
| 58e                                     | 2019–Présent |        | Harriet Harman | Travailliste |

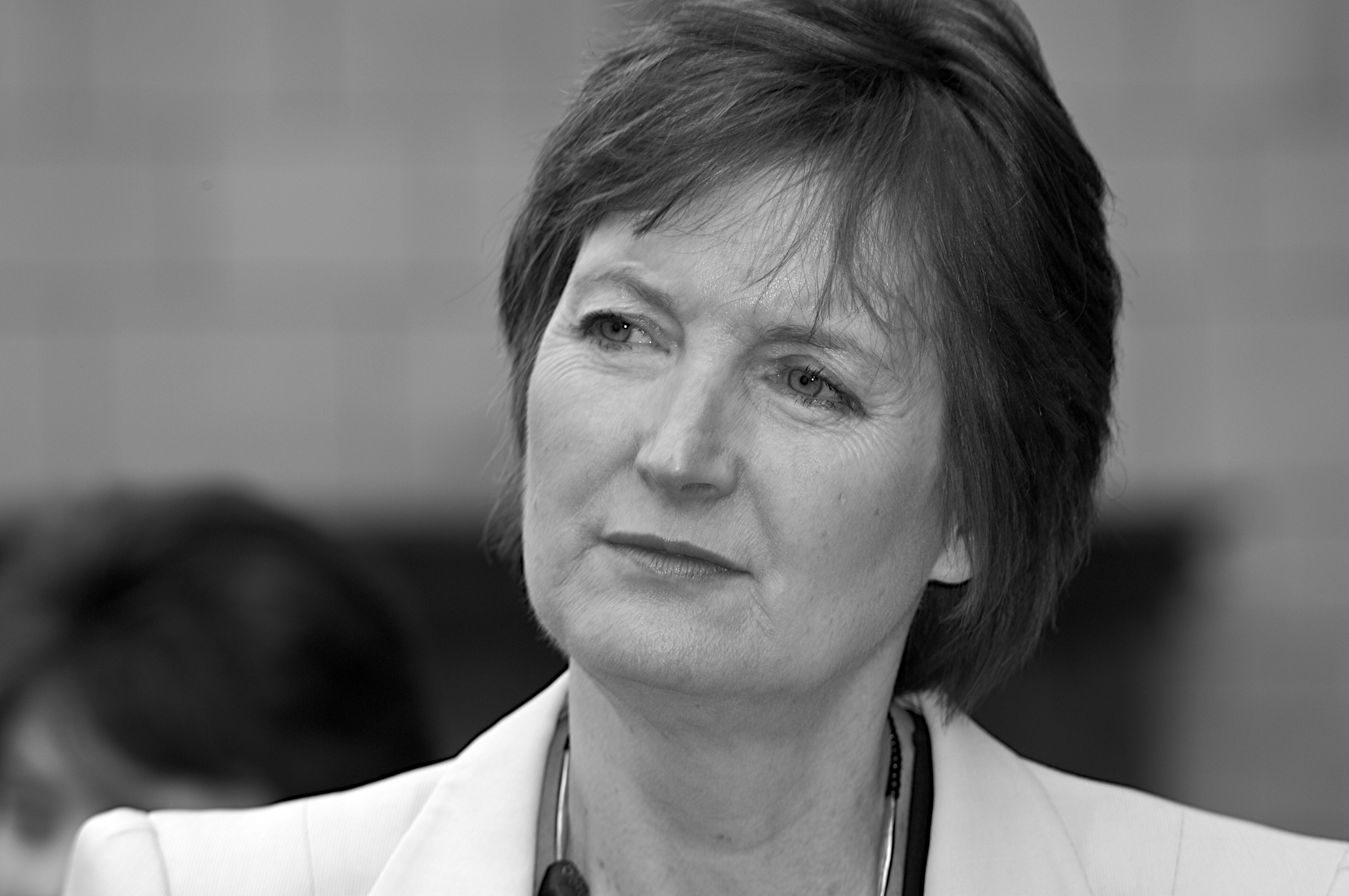
Harriet Harman (1997-Présent)